# ペーテル (ハンガリー王)

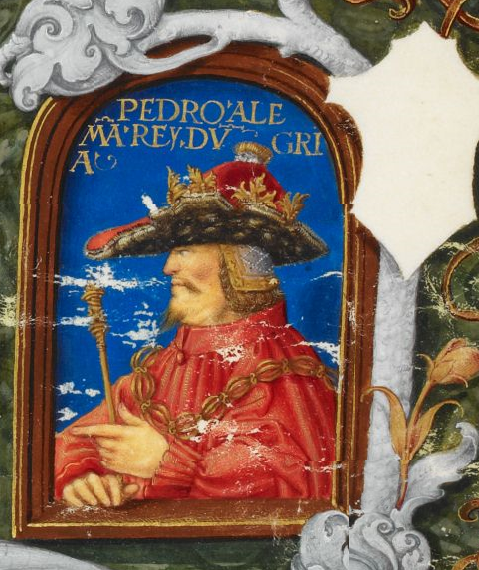
オルセオロ・ペーテル

オルセオロ・ペーテル（ハンガリー語：Orseolo Péter）または単にペーテル（Péter, 1011年 - 1046年）は、ハンガリー王（在位：1038年 - 1041年）。イタリア語名ピエトロ・オルセオロ（Pietro Orseolo）。伯父イシュトヴァーン1世の政策を引き継ぎ、異教徒の多いハンガリーでキリスト教化を推し進めたが、専制政治が反発を受けて退位を余儀なくされた。神聖ローマ皇帝の支援を受けて復位に成功するが、異教徒のハンガリー貴族が反乱を起こし、再び王座を追われた。

## 生涯
ヴェネツィア共和国の元首（ドージェ）オットーネ・オルセオロと、ハンガリー王女（イシュトヴァーン1世の妹、名は不詳）との間に、ヴェネツィアで生まれた。
1026年、反乱で父がドージェの座を追われ、ペーテルはコンスタンティノープルへ逃亡した。しかしペーテルは父のように東ローマ帝国宮廷にとどまらず、母に連れられハンガリーへ向かい、伯父イシュトヴァーンに歓待された。
1031年9月2日、イシュトヴァーンの一人息子イムレが狩猟の最中にイノシシに殺された。いまだキリスト教化が半ばであるハンガリーを治めるため、イシュトヴァーンは甥ペーテルを後継者に望んだ。しかし、異教への追従を疑われていた王の年長の従兄ヴァズル（Vazul）は、王の暗殺の陰謀に加担した。暗殺の試みは失敗し、ヴァズルは罰として両目をくりぬかれ、熱で溶かした鉛を両耳に注がれた。ヴァズルの息子ルヴェンテ、アンドラーシュ、ベーラは国外へ亡命した。この悲劇的な事件のためにイシュトヴァーンはペーテルの継承権を確固たるものにしようとしたが、ペーテルは即位後イシュトヴァーンの王妃ギーゼラの所領に手をつけないことを厳粛に誓わされた。

## 最初の統治
1038年8月15日にイシュトヴァーン1世が死去し、ペーテルは何の反対もないまま王位についた。彼は伯父の政策を引き継ぎ、異教の身なりを固く禁じた。異教徒に対して厳しい法令を発し、また王家の金庫に対する支払うべき税を増加させた。
ペーテルはハンガリー貴族を遠ざけ、ドイツ人・イタリア人からなる自分の支持者を臣下に取り立てた。
神聖ローマ皇帝ハインリヒ3世に対抗してボヘミア公ブレチスラフ1世と同盟し、国境を接するドイツ領へ幾度も遠征を行った。
1041年、ペーテルは伯父の未亡人ギーゼラの所領を没収し、前王妃に代わって仲裁しようとした2人の司教らを逮捕した。これらの行いは、彼に対抗する宮廷内の違う派閥の者らが集まって陰謀を企む結果となった。陰謀で、王の重臣の一人ブドーが殺された。その後すぐ、ペーテルは義弟であるオーストリア辺境伯アーダルベルトの宮廷へ逃げることを余儀なくされた。彼の逃亡後、陰謀の首謀者らはイシュトヴァーン1世の義弟シャームエル（イシュトヴァーンの妹ギーゼラを妻とする）を王に据えた。

## 亡命
10月、ペーテルはレーゲンスブルクにいる皇帝ハインリヒ3世の元を訪れ、自分をハンガリー王位に復位させてくれるならば王国の主権を受け取って欲しいと依頼した。皇帝はこの申し出を受けたが、ハンガリーに対し自分の軍隊を率いる前に、彼は国内問題を処理しなければならなかった。
1042年9月、皇帝は自軍を率いてハンガリーへ向かい、ドナウ川北部の9つの要塞を占領した。しかし、皇帝と同盟関係にあるハンガリーの男爵たちでさえ、ペーテルの支配を受け入れようとしなかった。皇帝はイシュトヴァーン1世の縁者の一人に要塞を授けた（おそらくベーラ公が受け取ったとされる）。 

## 復位と死
1044年6月、皇帝軍が再度ハンガリーを攻撃し、1044年7月5日のMénfőの戦いでシャームエル王に決定的に勝利した。シャームエルは野戦場から辛くも逃がれ、間もなく死去した。ライバルであったシャームエルの死後、ペーテルは復権したが、彼とハンガリー王国は神聖ローマ皇帝に従属した。
翌1045年、ハインリヒ3世はハンガリーへ戻り、セーケシュフェヘールヴァールで1045年5月26日にペーテルの忠順の誓いを受けた。しかし、ペーテルは王国での自分の統治を強化することができなかった。1045年には一部のハンガリー貴族の陰謀を引き締めたが、翌1046年には彼は聖職者らの支持を失った。キリスト教の信仰篤い前王妃ギーゼラをハンガリーから追い出したせいであった。司教シャグレド・ゲラルドが率いるハンガリー人高位聖職者らは、処刑されたヴァズル公の息子で、キエフで生きていたアンドラーシュとベーラを呼び戻した。1046年夏、異教徒のハンガリー人ヴァタが率いた反乱が拡大し、ペーテルは王国の西部から国外へ逃げた。その間に、アンドラーシュとベーラは帰国して、異教徒の暴徒と同盟関係を結んだ。ペーテルはザーモリ（フェイェール県の村）近くで捕らえられた。彼は暴徒に両目を潰され、国から追放された。
ペーテルはペーチヴァーラドのベネディクト会派修道院に埋葬された。

## 参照
- Kristó, Gyula - Makk, Ferenc: Az Árpád-ház uralkodói (IPC Könyvek, 1996)
- Korai Magyar Történeti Lexikon (9-14. század), főszerkesztő: Kristó, Gyula, szerkesztők: Engel, Pál és Makk, Ferenc (Akadémiai Kiadó, Budapest, 1994)
- Magyarország Történeti Kronológiája I. – A kezdetektől 1526-ig, főszerkesztő: Benda, Kálmán (Akadémiai Kiadó, Budapest, 1981)